# Tisonia glabrata
Tisonia glabrata är en videväxtart som beskrevs av Henri Ernest Baillon. Tisonia glabrata ingår i släktet Tisonia och familjen videväxter. Inga underarter finns listade i Catalogue of Life.